# Hugo Mühlestein
Hugo Mühlestein (* 22. August 1916 in Biel; † 9. Februar 2008) war ein Schweizer Gymnasiallehrer, Altphilologe und Mykenologe.

## Leben
Mühlestein studierte Klassische Philologie und Sprachwissenschaft an den Universitäten Bern (bei dem Indogermanisten Albert Debrunner), Genf und Basel (bei Peter von der Mühll und Karl Meuli). Er schloss das Studium 1941 an der Universität Bern mit dem Diplom für das höhere Lehramt ab. Von April 1945 bis zu seiner Pensionierung 1978 unterrichtete er am Mädchengymnasium in Basel.
Seit Bekanntwerden der Dechiffrierung der Linear-B-Schrift durch Michael Ventris und John Chadwick im Jahr 1953 widmete Mühlestein sich der neuen Disziplin der Mykenologie und insbesondere der Arbeit an den Schrifttäfelchen. Aufgrund eines Dossiers von Schriften zum genannten Thema wurde er 1956 bei Peter von der Mühll an der Universität Basel promoviert. 1966 wurde er Dozent an der Universität Neuchâtel, 1975 ebendort zum ausserplanmässigen Professor ad personam ernannt. 1981 wurde er emeritiert, 1982 erhielt er den Titel eines Honorarprofessors.

## Schriften (Auswahl)
- Die oka-Tafeln von Pylos. Ein mykenischer Schiffskatalog? Selbstverlag, Basel 1956.
- mit Ernst Risch (Hrsg.): Colloquium Mycenaeum. Actes du sixième Colloque international sur les textes mycéniens et égéens tenu à Chaumont sur Neuchâtel du 7 au 13 septembre 1975. Neuchâtel 1979.
- Homerische Namenstudien. Athenäum, Frankfurt am Main 1987, ISBN 3-610-09008-1.